# Walkup Skydome
O Walkup Skydome é um estádio localizado em Flagstaff, Arizona, Estados Unidos, possui capacidade total para 11.230 pessoas, é a casa do time de futebol americano universitário Northern Arizona Lumberjacks da Universidade do Norte do Arizona. O estádio foi inaugurado em 1975, é totalmente coberto, o nome é em homenagem a ao ex-presidente da universidade Lawrence Walkup.